# Estádio Plácido Aderaldo Castelo
Het Estádio Plácido Aderaldo Castelo, beter bekend als Castelão, is een stadion dat werd gebouwd van 1969 tot 1973, en werd geopend op 11 november van dat laatste jaar. Het stadion is gehuisvest in Fortaleza, Brazilië. Het heeft een capaciteit van 58.704 toeschouwers. Castelão is de thuisbasis van Ceará Sporting Club en Fortaleza Esporte Clube. Het is een van de stadions die gebruikt werd voor het wereldkampioenschap voetbal 2014. De eerste wedstrijd werd tussen Ceará en Fortaleza gespeeld en eindigde in een 0–0 gelijkspel. Voor het wereldkampioenschap in 2014 is het stadion gerenoveerd en de capaciteit uitgebreid naar in totaal 64.846 toeschouwers. De bouw van het Castelão in de aanloop naar het mondiale voetbaltoernooi verliep niet vlekkeloos. Door stakingen werd enige tijd verloren in het arbeidsproces. De daardoor aangerichte schade bleef echter beperkt en begin april, ruim twee maanden voor aanvang van het kampioenschap, stond de status te boek als gereed.

## Interlands
| №   | Datum            | Wedstrijd                   | Uitslag | Competitie                                | Toeschouwers |
| --- | ---------------- | --------------------------- | ------- | ----------------------------------------- | ------------ |
| 1.  | 27 augustus 1980 | Brazilië – Uruguay          | 1 – 0   | Vriendschappelijk                         |              |
| 2.  | 10 mei 1989      | Brazilië – Peru             | 4 – 1   | Vriendschappelijk                         |              |
| 3.  | 26 februari 1992 | Brazilië – Verenigde Staten | 3 – 0   | Vriendschappelijk                         |              |
| 4.  | 22 februari 1995 | Brazilië – Slowakije        | 5 – 0   | Vriendschappelijk                         |              |
| 5.  | 18 november 1998 | Brazilië – Rusland          | 5 – 1   | Vriendschappelijk                         |              |
| 6.  | 28 maart 2002    | Brazilië – Joegoslavië      | 1 – 0   | Vriendschappelijk                         |              |
| 7.  | 21 augustus 2002 | Brazilië – Paraguay         | 0 – 1   | Vriendschappelijk                         |              |
| 8.  | 19 juni 2013     | Brazilië – Mexico           | 2 – 0   | Confederations Cup 2013 Groepsfase (A)    | 50.791       |
| 9.  | 23 juni 2013     | Nigeria – Spanje            | 0 – 2   | Confederations Cup 2013 Groepsfase (B)    | 51.263       |
| 10. | 27 juni 2013     | Spanje – Italië             | 0 – 0   | Confederations Cup 2013 Halve Finale      | 56.083       |
| 11. | 14 juni 2014     | Uruguay – Costa Rica        | 1 – 3   | Wereldkampioenschap 2014 - Groepsfase (D) | 58.679       |
| 12. | 17 juni 2014     | Brazilië – Mexico           | 0 – 0   | Wereldkampioenschap 2014 - Groepsfase (A) | 60.342       |
| 13. | 21 juni 2014     | Duitsland – Ghana           | 2 – 2   | Wereldkampioenschap 2014 - Groepsfase (G) | 59.621       |
| 14. | 24 juni 2014     | Griekenland – Ivoorkust     | 2 – 1   | Wereldkampioenschap 2014 - Groepsfase (C) | 59.095       |
| 15. | 29 juni 2014     | Nederland – Mexico          | 2 – 1   | Wereldkampioenschap 2014 - 1/8 finale     | 58.817       |
| 16. | 4 juli 2014      | Brazilië – Colombia         | 2 – 1   | Wereldkampioenschap 2014 - Kwartfinale    | 60.342       |
| 17. | 13 oktober 2015  | Brazilië – Venezuela        | 3 – 1   | Kwalificatie WK 2018                      | 33.284       |

Bijgewerkt op 14 oktober 2015.
Mineirão (Belo Horizonte) · Estádio Nacional de Brasília (Brasília) · Arena Pantanal (Cuiabá) · Arena da Baixada (Curitiba) · Castelão (Fortaleza) · Arena Amazônia (Manaus) · Arena das Dunas (Natal) · Estádio Beira-Rio (Porto Alegre) · Arena Cidade da Copa (Recife) · Maracanã (Rio de Janeiro) · Arena Fonte Nova (Salvador) · Arena de São Paulo (São Paulo)